# 211377 Travisturbyfill
211377 Travisturbyfill è un asteroide della fascia principale. Scoperto nel 2002, presenta un'orbita caratterizzata da un semiasse maggiore pari a 2,6850947 UA e da un'eccentricità di 0,0528494, inclinata di 3,58789° rispetto all'eclittica.